# Sophronica grossepunctata
Sophronica grossepunctata là một loài bọ cánh cứng trong họ Cerambycidae.